# カーブミラー

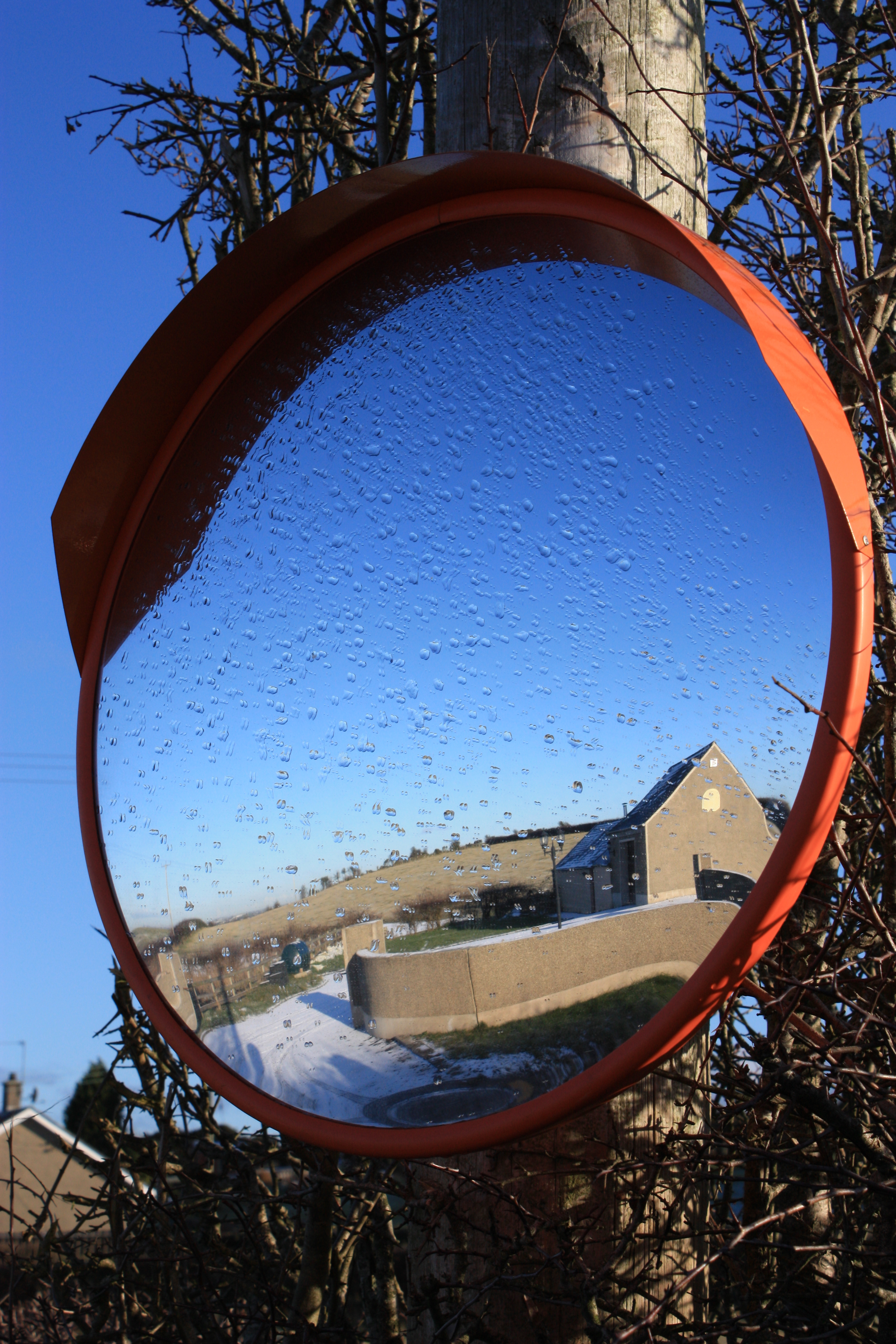
町中に取り付けられたミラー

カーブミラー（curve＋mirror、和製英語）とは見通しの悪い区間・地点において、車両が安全かつ円滑に走行するために他の車両または歩行者を確認できるように設けられた道路上の鏡である。道路反射鏡（どうろはんしゃきょう）とも呼ばれる。

## 概説
山岳地帯の屈曲部や曲線半径が小さい場所、見通しの悪い交差点などで事故が発生する可能性がある場合に設置される。しかし、本来は道路反射鏡が不要となるような道路にするべきである。
鏡面部の形状は丸型・角型があり、一般には丸型の凸面鏡が用いられている。
カーブミラーは死角の状況確認を補助するものにすぎない。ミラーの構造や設置角度、設置環境によっては実態とは大きくかけ離れた見え方をする場合もある。従って、このようなカーブや交差点では、道路標識で指示されていなくとも一時停止するか徐行し、肉眼で実際に死角方向の状態を確認することが不可欠である。
道路反射鏡設置指針（解説書として道路反射鏡ハンドブック）に基づき製造され、一般財団法人日本ウェザリングテストセンターにて認定試験（鏡体は寸法、強度、映像ひずみ、支柱は塩水噴霧、塗料剥離など）が定期的に行われている。合格品には道路反射鏡協会にて部材品質表示票が発行され道路反射鏡裏板に添付され出荷されている。また支柱には支柱品質表示票が本体上部に添付されている。

## 設置
肉眼では死角となる方向をミラーによって目視することで死角の状況確認ができるようにするものであるから、死角となる方向を映し出すよう、通常は目視の障害となる建造物や地形のある方向の対角方向に設置される。たとえば左カーブの場合で左側に目視の妨げとなる障害物が存在する場合は右側にカーブミラーを設置する。交差点の場合で右側手前側に障害物があり右方向の目視ができない場合は、交差点の左奥側にカーブミラーを設置する。なお、左右ともに手前側に障害物がある交差点など左右ともに目視が不可能な場合は、左右奥側にそれぞれ設置されずに同じ位置に2つのカーブミラーが設置される場合がある。
カーブミラーは設置が必要な場所にポールを立てその先端部に取り付けられる。この場合はミラーの下部に「注意」などと書かれた標示板が取り付けられることがある。近年では歩行者、自転車の接触事故を防ぐために「注意」ステッカー（高輝度反射）に変わりつつある。設置が必要な場所に電柱が存在する場合はその電柱に取り付けられることがある。

### 設置高
カーブミラーの鏡体下端から路面までは標準で2.5 mとする。ただし、道路の縦断勾配の変化などで視認性を確保する必要がある場合には1.8 m程度まで低くできる。
一般に設置高を高くしすぎると視認性が悪くなり、支柱もより大きなものを使用しなければならなくなる。一方で低くしすぎると鏡面が汚れやすくなり、いたずらされやすくなる。

### 取付角度
平坦な道路では上下方向の取付角度は鉛直軸に対して5 - 15度程度下に傾けて設置する。

### 法律上の位置づけ
カーブミラーは道路法第2条第2項第10号と同法施行令第34条の3第4号において「他の車両又は歩行者を確認するための鏡」と規定されている。また、道路構造令第31条と同令施行規則第3条第4号にも同様の規定があり、交通安全施設の1つと位置付けられている。

## 構造
カーブミラーの鏡面素材は4種類（下記参照）、形状としては丸型φ600.φ800.φ1000。角型は450×600（有効寸法の許容範囲で500×600と便宜上表示されている場合がある）.600×800。以上5種類である。道路反射鏡支柱部材としては鋼管STK400、高張力鋼管2種類に静電粉体塗装または下地亜鉛粉体塗装2種類の処理をされており、寸法はφ76.3×3.2×3600、φ76.3×3.2×4000、φ89.1×3.2×4400、φ101.6×4.2×4800の4種類が�í�ある。基礎サイズは設置種類、風速、舗装、未舗装などによりことなる。

## 構造および材料

### 材料
カーブミラーの鏡面に用いられる材質は主にメタクリル樹脂・ステンレス・化学強化ガラスがある。光に対する反射率はメタクリル樹脂、衝撃に対する強度はステンレス製、鏡面の曇りにくさは化学強化ガラスが最も優れる。
カーブミラーの支柱は一般に鋼管が使用される。支柱の塗装は溶融亜鉛めっきか静電塗装が施される。

## 維持管理
カーブミラーは道路を管理する道路管理者が設置・管理する。道路管理者はカーブミラーが鏡面の向きや汚れ、取付金具のゆるみや支柱の傾きなど点検しなければならない。
鏡面の変形・破損・くもりは交換にて対応するが、汚れているだけの場合は清掃で対応できる。また、フード・キャップの破損や金具類の変形・発錆、支柱の変形や曲がり、錆なども交換によって対応する。
カーブミラー設置時に維持管理を合理的・能率的に行えるように台帳を作成し、管理番号や構造などの情報を記録する。

## 沿革
道路反射鏡が日本で初めて設置されたのは1960年代、静岡県の十石峠（じゅっこくとうげ）（当時は伊豆箱根鉄道が管理）に飯嶋正信氏、現・信正工業株式会社が設置したのが初めだと言われている。また冬期の曇り止め機能が付いた道路反射鏡も信正工業株式会社が日本で初めて商品化した。当初の製品は鏡体の前だけではなく後ろに大型のひさしを備え、放射冷却の影響を抑える製品であった。

## 鉄道における利用

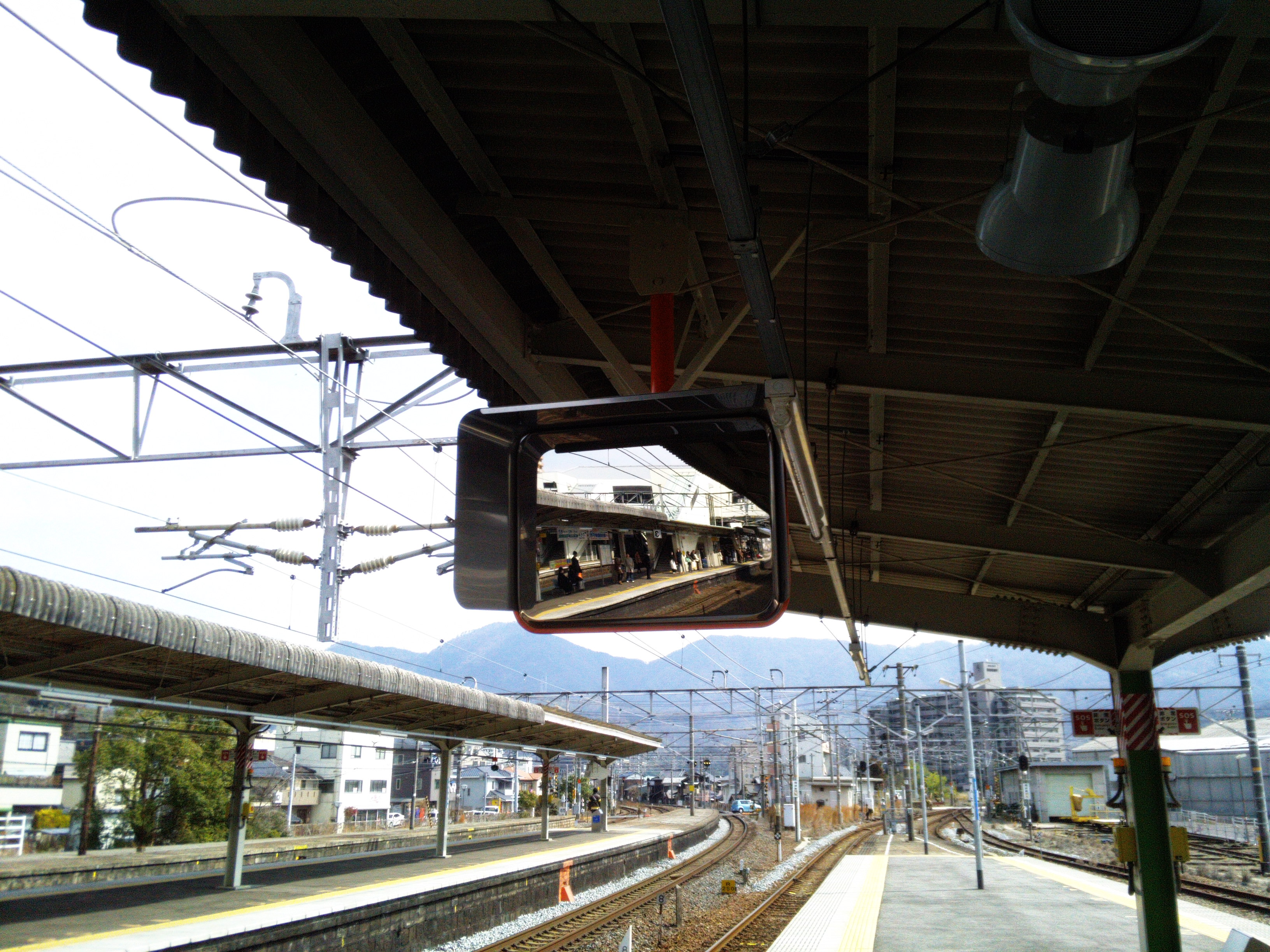
海田市駅（JR西日本）のホームに設置されたカーブミラー。ワンマン運転時の後方確認に用いられている。

ワンマン運転を行っている鉄道路線を中心に、運転士による後方確認を容易にするため、カーブミラーをプラットホームに設置していることがある。